# Mosiński-kanalen
Mosiński-kanalen (polsk: Kanał Mosiński) er en kanaliseret gren af Obra-floden, der løber i det vestlige og centrale Polen. Det forbinder Warta-floden ved landsbyen Mosina ( ) og løber hovedsageligt mod øst til et kryds med andre Obra-kanaler på et punkt nord for Kościan.
Kanalen har en længde på omkring 26 kilometer, og blev bygget i midten af 1800-tallet. I Borkowice, tæt på Mosina, afbryders kanalen af et lille vandkraftværk, bygget i 1990'erne.
Mosiński-kanalen er en af de fire Obrzańskich-kanaler i Obras afvandingsområde. De andre er Kanał Północny, Kanał Środkowy og "øen"-kanalerne, der skaber forbindelse til floden Obryca.